# Hippodrom

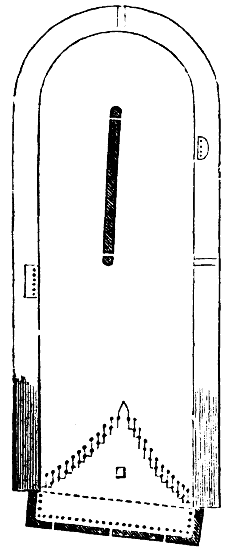
Hippodromen i Olympia, rekonstruerad planritning. Den kilformiga uppställningen i nederkanten visar vagnsekipagens position före start.

Hippodrom, (av grekiska hippos, "häst", och dromos, "bana") var framför allt i antikens Grekland en bana för kappridning och kappkörning med hästar. Antikens hippodromer var ofta enorma byggnadsverk, med en rak skiljevägg i mitten och banan runt om denna. Den klassiska hippodromen hade läktare längs långsidorna och ena kortsidan. Flera hippodromer från antiken finns bevarade.
I antikens Rom motsvarades hippodromen av cirkus, med skillnaden att cirkus oftast var rund (därav namnet; latin circus = krets, cirkel) och rymde färre tävlande - fyra ekipage jämfört med 8 eller 10 i den grekiska hippodromen.
Numera används hippodrom ofta som namn på cirkusar och kapplöpningsbanor. 
Det så kallade Nika-upproret utspelades till stor del på hippodromen i Konstantinopel.